# ローカル・コモンズ

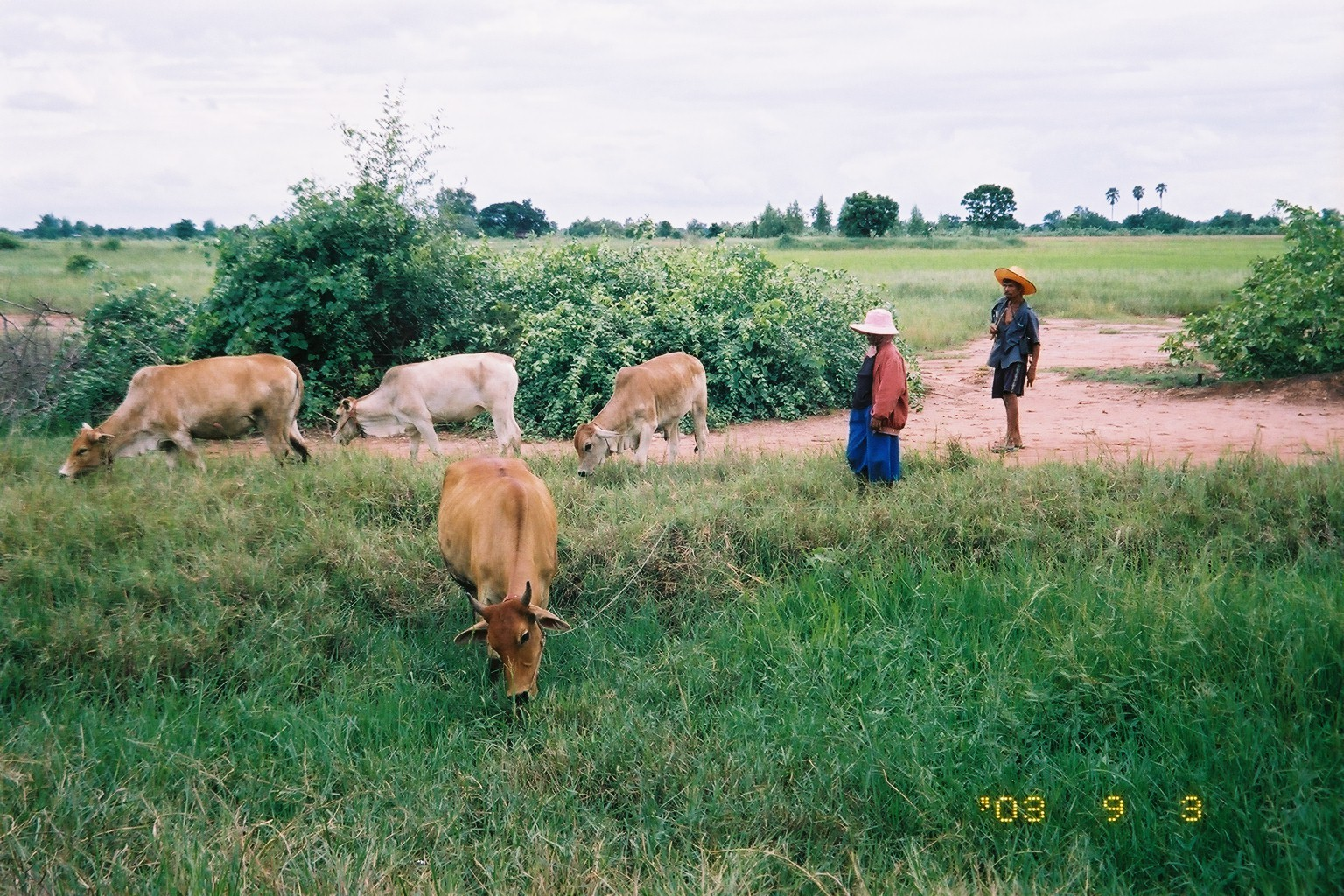
タイ東北地方での牧畜。牛追いが、脇道にある草(ローカル・コモンズ)を牛に食ませている。しかし、牛が農地に入らないように見張っている。

ローカル・コモンズとは、コモンズの一種である。地域コミュニティの集団が実質的に所有し、共同事業として現地住民が相互利益に配慮しながら管理したりしているため、無償利用は可能でも、アクセスが、地域コミュニティのメンバーに限定されていたりする。このようなコモンズを「ローカル・コモンズ」と呼称する。

## 「コモンズの悲劇」とローカル・コモンズ
コモンズでは、生物学者ギャレット・ハーディンの指摘した「コモンズの悲劇」が問題にされる。
森林破壊を例に挙げれば、開発途上国では、貧困層を中心とした森林の保護の概念もない無秩序な薪の乱獲や炭の生産が森林破壊の元凶とされるが、これはコモンズの性質を無視した誤解であるとする。多くの場合、薪の採取や炭の生産には、これを利用する共同体の構成員によるルールが存在している。

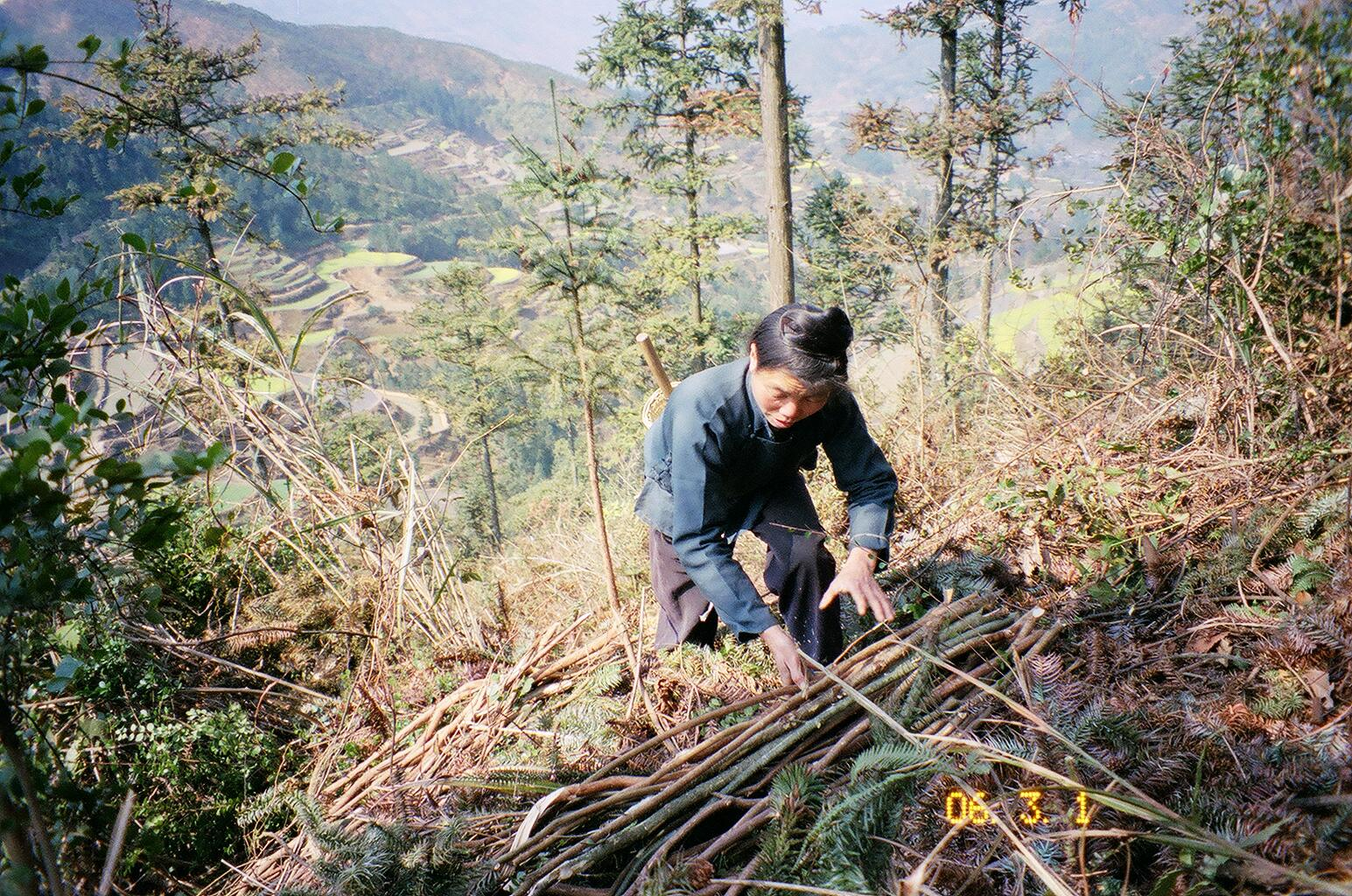
中国貴州省の薪採取。樹木を伐採するのではなく、森林再生が可能な範囲で小枝を採取する。ローカル・コモンズは、木質バイオマスという再生可能エネルギーを供給する。

現実に、入会地、共有地、里山、森林、漁場、河川・水路、沿岸水産資源などにおいても、共同体が運営する共同事業として実質的に所有及び管理しており、利用に金銭的な無償性はあっても代償としての奉仕があったり、共同体のメンバーとして参加するにも厳格な排他性が存在したりしている。共同事業、共同財産へのアクセスは、必ずしもオープン・アクセスではない。先の森林破壊の例は、共同体による排他性が十分機能していない、管理統制が崩壊した例とされる。

中国雲南省の泉。農業用水として利用される。現地住民が相互利益に配慮して管理しているために、コモンズの悲劇に陥らないで済む。

こうしたコモンズは、隣接しあう別のコモンズとの衝突を避けるためのルールも存在し、内部統制と外部管理が維持される限り「コモンズの悲劇」は生じない。こうした個々のコモンズをローカル・コモンズという。ローカル・コモンズは、農村、漁村、山村などの確実に統制が及ぶ範囲の集団を単位として成立し、これがよく機能して永続している伝統社会や地域コミュニティには、クラブ財としてコモンズが存在する。コモンズの収奪的利用は抑制されており、ローカル・コモンズは、地域コミュニティの他のメンバーの利益に配慮しながら利用され、フリーライダー、モラルハザードが抑制される。

### ローカル・コモンズに関する研究
このようなローカル・コモンズの存在は、農林水産業、労働、所得・収穫、生活、薪炭採取などに関するフィールドワークから明らかになっている。
公共財および共有資源（CPR、Common-pool resource）についての研究では、フィールド環境とゲーム理論を用いた実験環境の双方において、コミュニティがコモンズを効率的に管理できることが明らかにされている。

## ローカル・コモンズの現状と今後の展望
ローカル・コモンズは、特に開発途上国にあっては、重要な共有資源である。薪炭や非木材生産物をもたらす森林、河川・水路、道路脇や公有地の牧草、沿岸の水産資源などは、現地住民にとって、バイオマスエネルギー、農業投入財、食糧などを供給してくれる存在である。ローカル・コモンズは、現地住民には生活にはなくてはならない存在となっている。
そこで、ローカル・コモンズの今後の利用・保全を図るためには、個人経営体(農家、自営業者など)など現地住民(女子、老人を含む)の参加が必要不可欠になってくるであろう。
持続可能な開発な社会を形成するためには、貿易、直接投資、政府開発援助,NGO・NPOだけではなく、地域コミュニティにおけるローカル・コモンズの適正管理にも着目して環境を保全することが考えられる。
このように、ローカル・コモンズの管理に着目すると、開発と環境保全の担い手として、開発途上国あるいは先進工業国の現地住民を草の根民活として位置づけることができる。そして、地域コミュニティにおいて、草の根民活の参加を促すことが、持続可能な開発にとって有効であると考えられる。